# Fernand Deligny
Pour les articles homonymes, voir Deligny.
Fernand Deligny, né le 7 novembre 1913 à Bergues (Nord) et mort le 18 septembre 1996 à Monoblet (Gard), est un éducateur, écrivain et réalisateur français, une des références majeures de l'éducation spécialisée. Il a été un opposant farouche à la prise en charge asilaire des enfants difficiles ou délinquants et des enfants autistes. Son expérience avec ces enfants est à l'origine de lieux alternatifs de l'éducation spécialisée, à l'image des lieux de vie.

## Biographie

### Jeunesses et formation
Fernand Deligny est né de Camille Deligny et Louise Laqueux à Bergues. Après le décès de son père pendant la Première Guerre mondiale, Fernand réside à Bergerac, puis près de Lille. Il fait partie d'une troupe d’Éclaireurs de France, mouvement de scoutisme laïque. Après des études secondaires et un baccalauréat de philosophie, il entre en khâgne. Abandonnant la khâgne en deuxième année, il suit les cours de psychologie et philosophie de l'université.

### Un éducateur libertaire
C'est à cette époque (1934) qu'il découvre l'asile d'Armentières. Il effectue ensuite son service militaire et devient instituteur dans le XIIe arrondissement de Paris en 1936, puis à Nogent où il adapte la pédagogie Freinet avant d'obtenir un certificat d'aptitude à l’enseignement des enfants dits « arriérés ». En 1938, il épouse Jo Saleil, fille d'instituteur. Il est nommé ensuite instituteur spécialisé à l'hôpital psychiatrique d'Armentières. À la suite de sa mobilisation, il constate, durant l'exode de mai juin 1940, que certains de ceux qu'on appelait « malades mentaux », bien qu'ayant quitté les hôpitaux et n'ayant plus d'accompagnement psychiatrique, avaient parfaitement survécu à la guerre et en société. Sa vision critique des institutions s'en trouve renforcée. En dehors de son temps de mobilisation, il reste à Armentières jusqu'en 1943, où il met fin au régime des sanctions et organise des activités avec les pensionnaires et les gardiens. Cette expérience est relatée dans son premier livre, Pavillon 3 .
La même année, détaché au Commissariat à la famille il devient conseiller technique de l’ARSEAA (Association régionale pour la sauvegarde de l'enfant, de l'adolescent et de l'adulte). Il participe à l'ouverture d'un foyer contre la délinquance à  Wazemmes, dans le vieux Lille, et 1945 met en place le premier Centre d'observation et de triage (COT). Graines de crapules, livre consacré à la jeunesse délinquante, paraît cette année là. En 1946, il est nommé délégué départemental de « Travail et Culture ». Il rencontre alors des personnalités du monde cinématographique comme André Bazin et Chris Marker.
En 1948, il est détaché, grâce à Henri Wallon, à son laboratoire de psychobiologie de l’enfant à Paris. C'est ici qu'ont lieu les réunions de création de La Grande Cordée, organisation expérimentale de « cure libre » pour adolescents psychotiques et délinquants. Créée la même année (les statuts de l'association sont déposés le 1er août), elle est présidée par Henri Wallon et contrôlée par Louis Le Guillant (chargé du suivi médico-psychologique des enfants). Avec Deligny et Wallon, la psychologue Hélène Gratiot-Alphandéry, l’ajiste Huguette Dumoulin et la responsable des Francas Christiane Macé en sont les membres fondateurs. L'association, qui s'appuie ainsi sur les réseaux des auberges de jeunesse et de l’éducation populaire, repose sur un réseau de sites dispersés sur le territoire. Soit la Grande Cordée intervient au sein des familles afin d'aider les jeunes, notamment par des consultations régulières, soit elle met en place des séjours à l'aide de son réseau, par exemple avec des ouvriers ou des artisans. L'association cherche à agir au niveau du dispositif d'existence entre l’individu et son environnement social plus que sur l'adolescent lui-même : Deligny détruit ainsi les dossiers médicaux de ces derniers avant de les accueillir. Elle est d'abord basée à Paris jusqu'en 1955, puis à Salzuit au terme de plusieurs déménagements. Elle connaît cependant des difficultés financières et politiques. Après quelques séjours dans le Vercors, en Haute-Loire et dans l'Allier, son périple se termine dans les Cévennes en 1963.

### Auprès des autistes dans les Cévennes
À partir des années 1960, sur l'invitation de Jean Oury, Deligny travaille à la clinique de La Borde, où il reste en marge du travail théorique alors mené notamment par Oury et Guattari. Il écrit des scénarios, anime un ciné-club et projette des films militants. Dans les Cévennes, à Graniès, un hameau du village de Monoblet, il rencontre les jeunes autistes, notamment Janmari, un garçon mutique de 12 ans qui influence ses réflexions sur le langage. Auprès d'eux, il commence à parler et à retranscrire les lignes d'erre, ces circulations de ces jeunes dans leur espace de vie et des chevêtres, ces nœuds par lesquels passent sans cesse les autistes. Il organise un réseau de « présences proches », constitué de paysans et de travailleurs sociaux non spécialisés, qui accueillent les autistes dans ce territoire.
En 1973, avec Renaud Victor, il réalise le film Ce gamin-là qui relate la vie communautaire avec Janmari. Ce film marque les milieux éducatifs favorables à une éducation alternative et les groupes politiques libertaires. Il collabore notamment avec le centre créé par Maud Mannoni à Bonneuil-sur-Marne. Par leur démarche pionnière, ils deviennent des références emblématiques pour l'ensemble du mouvement des Lieux de vie et d'accueil. En 1974, il rencontre Isaac Joseph, avec lequel il écrit trois numéros de la revue Recherches et écrit deux livres, Nous et l'Innocent et Le Croire et le Craindre.
Gilles Deleuze s'est particulièrement intéressé au travail de Fernand Deligny. Il s'en inspire dans sa théorie du rhizome développée dans Mille Plateaux, par exemple pour élaborer les concepts de territorialisation et de déterritorialisation.

## Engagement professionnel

### Une pédagogie critique
Au cours de ses différents engagements professionnels, Fernand Deligny précise qu'il cherche moins à éduquer, à réhabiliter ou à guérir qu'à élaborer des environnements et des circonstances favorables aux changements de comportements des individus. Inspiré par le travail de Henri Wallon et d'Anton Makarenko, il insiste sur l'idée que l'éducateur ne doit pas s'appuyer sur le passé du jeune délinquant par exemple mais sur le milieu capable de favoriser un sens de la collectivité. Il s'attaque au volontarisme pédagogique par lequel des éducateurs entendent réformer les éduqués avec condescendance, incitant à travailler avec les jeunes par des projets formulés avec eux. Si la perspective de la rééducation traverse encore les écrits des années 1940-1950, elle disparaît avec la prise en charge des enfants autistes.
L'approche de Deligny est redevable de la pensée théorique de Henri Wallon : il se réfère ainsi à son livre Les origines du caractère chez l'enfant dans Les vagabonds efficaces et lors de la présentation du film Le Moindre Geste en 1971. Il reformule trois aspects de la notion de milieu chez le psychologue selon lesquels les procédés culturels s'ajoutent aux conditions naturelles afin d'agir sur elles ; le sujet se construit à l'intersection d'une multitude de milieux comme l'école ou la famille ; et la rencontre de nouveaux milieux suscitent des opportunités nouvelles.
Fernand Deligny s'oppose à la conception finaliste de la rééducation défendue par le scoutisme et par la neuropsychiatrie infantile d'après-guerre. Il n'inscrit pas son travail dans un processus de régénération morale ou de démarche thérapeutique mais porte son attention sur ce que les jeunes affrontent sur le moment, ici et maintenant. Il met l'accent sur le comportement à adopter face à l'évènement et aux circonstances données et non pas sur l’intériorité du sujet. Il refuse « l'escroquerie aux sentiments » qui domine alors le milieu de la rééducation : le rôle de l'éducateur n'est pas de donner de l'amour ou de manifester de la charité mais de construire quelque chose de commun.
Selon Catherine Perret, l'anthropologie de Fernand Deligny est infra-politique, c'est-à-dire à la fois en deçà et au niveau inférieur du politique : son approche, bien que subversive, s'attaque à la base du travail social, à ce qui est méprisé par la société, et la recherche du commun a lieu sans référence à un idéal. S'il se revendique comme un communiste incomplet, ce n'est pas dans une démarche partisane, mais en ce qu'il reconnaît comme essentielle la commune dépendance à autrui.

### Cause commune avec les autistes mutiques
Les enfants autistes accueillis dans les Cévennes sont âgés de 3 à 9 ans, présentent des symptômes sévères et ne parlent pas, quasiment ou entièrement. Nul programme thérapeutique ou éducatif n'est formulé, il s'agit davantage de « faire cause commune » avec eux, de leur proposer des moments de rupture, un intervalle entre l’approche volontariste et la passivité que Fernand Deligny nomme un espace tacite. Il considère, et c'est peut-être une de ses limites, que leur mutisme est un élément constitutif de leur être qu'il s'agit non pas d'interpréter mais d'observer. Le réseau est actif de 1967 à 1986 et se déploie jusque dans sept lieux différents. Il subsiste par les dons des fermiers aux alentours et par l'élevage de chèvres. En plus des enfants qui y vivent de manière permanente, d'autres sont envoyés pendant les vacances d'été. Le Séré, l'une des aires de séjour, est créé en 1970 par Gisèle Durand-Ruiz et Jacques Lin. Ils jouent un rôle central dans l'expérimentation spatiale.
Fernand Deligny utilise en effet la carte pour tenter d'approcher les autistes sans passer par la parole à laquelle ils sont étrangers. Les trajets libres des enfants forment des « lignes d'erre » et ceux des adultes qui accomplissent une tâche sont des « trajets d'usage ». Cette cartographie est utilisée pour établir un lien avec le milieu et permet de se situer dans l'espace de vie. Elle est cependant abandonnée au moment où elle devient astreinte à une finalité. Comportant une part subjective, les tracés étant souvent répertoriés des mois après, ces cartes, conçues sans destination préalable, remplissent une fonction mnémonique. Leur observation révèle les points de repères et les frontières virtuelles des enfants, pourtant jugés hors-normes. Avec l'écriture et la caméra, la carte sert à saisir un mode d'être. Le fonctionnement de l’autiste n'est pas réduit à un handicap mais considéré comme un fait positif caractérisé par un ensemble de régularités : le besoin de repères spatio-temporels immuables, la réitération des gestes, la minoration du temps et du symbole dans la représentation du milieu, l'absence de dualisme séparant un sujet et un objet ainsi qu'un rapport symbiotique aux choses.
L'initiative de Deligny a donné lieu à des appréciations divergentes dans le contexte des controverses contemporaines liées à l’autisme. Sa figure est utilisée comme un repoussoir par ceux qui dénoncent la prépondérance de la psychanalyse. Avec un certain manque de rigueur historique, il est ainsi affirmé dans Le Cerveau d'Hugo que l'éducateur souhaitait guérir les autistes en les séparant de leurs parents.
Inversement, Deligny est généralement mis en valeur parmi les défenseurs de la tradition psychanalytique (cependant, Jacques Hochmann lui reproche son « primitivisme naïf »), malgré les critiques que celui-ci adressait à son égard. Son nom est pourtant en réalité relativement peu cité dans les travaux de cette discipline avant la publication de ses Œuvres en 2007. Les notions de « position » ou de « présence attentive » sont ainsi mises en corrélation avec l'ethos du psychanalyste et opposées au caractère intrusif des thérapies comportementales, malgré la différence de fond entre le « style de vie » envisagé par Deligny et le cadre d'une cure. Il est également considéré comme un précurseur de la neurodiversité par Damian Milton, qui reprend sa critique des institutions asilaires et de l’imprégnation de la psychanalyse qui y régnaient.

### «Camérer»
Adoptant la perspective l'éducation populaire, Fernand Deligny conçoit le cinéma comme un outil pédagogique, artistique et politique. Il propose aux adolescents de la Grande Cordée d'utiliser la caméra, ce qui est un moyen de construire un projet collectif qui leur permet de prendre du recul avec leur « régime de vie », leur situation et leur position sociale. Il monte plusieurs projets de films avec les adolescents, qui, même s'ils n'aboutissent tous pas, répondent à la double nécessité de donner une forme à la collectivité dispersée de l'association et de permettre aux adolescents d'explorer leur environnement.
En préférant, à partir de 1977, le terme de « camérer » à celui de filmer, Deligny invite à recourir à la caméra en dehors de la scénarisation, de la réalisation et de la projection d'un film. La caméra modifie la perception, permet de revoir ce qui est vu selon une autre perspective.
Yves, condamné par l'expertise psychiatrique comme psychotique et débile profond, devient le héros d'un film par le montage de Le Moindre Geste, fiction au scénario ténu où le personnage principal ne joue pas un autre rôle que celui de sa propre folie, fiction dont le but est essentiellement de familiariser le spectateur à la parole et aux gestes erratiques d'Yves. Montrant Janmari dans son quotidien, Ce gamin-là a vocation à être une trace de la tentative des Cévennes sans être un documentaire sur l’autisme. Comme la carte, la caméra est un outil du décentrement du regard vicié par les habitudes, aussi bien à destination des sujets parlants que des individus accueillis.

## Publications
- Pavillon 3, 1944, Éditions de l’Opéra
- Graine de crapule : conseils aux éducateurs qui voudraient la cultiver, 1945, Éditions Victor Michon
- Puissants personnages, 1946, Éditions Victor Michon
- Les vagabonds efficaces et autres textes, 1947, Éditions Dunod
- Les enfants ont des oreilles, 1949, Éditions du Chardon rouge
- Adrien Lomme, 1958, Gallimard
- A comme asile suivi de Nous et l'innocent, 1975, Éditions Dunod
- Cahiers de l’immuable, « Voix et voir » Recherches no 18, « Dérives »  Recherches no 20 et « Au défaut du langage » Recherches no 24, 1975-1976
- Les enfants ont des oreilles, 1976, Maspero
- Le croire et le craindre, avec la collaboration d'Isaac Joseph, éd. Stock, 1978
- Ces enfants autistes dont le projet nous échappe, Éditions Érès
- Les enfants et le silence, Galilée, 1980
- L'arachnéen et autres textes, éditions l'Arachnéen, 2008
- Essi et copeaux, 2005 Le mot et le reste
- Lointain prochain ou Les deux mémoires, Paris, éditions Fario, 2012
- La septième face du dé : roman, Paris, L'Arachnéen, 2013, 159 p. (ISBN 978-2-9541059-3-2, BNF 43722504, SUDOC 176060812).
- Lettres à un travailleur social, Paris, L'Arachnéen, 2017, 189 p. (ISBN 978-2-37367-010-3, BNF 45175031, SUDOC 200584286)Lettres rédigées en 1984 et 1985
- Œuvres, Paris, L'Arachnéen, 2017, 1 844 (ISBN 978-2-37367-012-7, BNF 45393568, SUDOC 221041583).
- Correspondance des Cévennes : 1968-1996, Paris, L'Arachnéen, 2018, 1 300 (ISBN 978-2-37367-013-4, BNF 45564149, SUDOC 230726828).
- Camérer : à propos d'images, édition établie par Sandra Alvarez de Toledo, Anaïs Masson, Marlon Miguel et Marina Vidal-Naquet ; avec des essais de Hervé Joubert-Laurencin, Marlon Miguel, Jean-Louis Comolli et al., éd. l'Arachnéen, 2021

## Filmographie

### Réalisateur
- Le Moindre Geste, réalisé avec Josée Manenti et Jean-Pierre Daniel (1962-1971), Éditions Montparnasse

### Films sur Fernand Deligny
- Coffret DVD, Éditions Montparnasse, 2007[16] :
  - Ce gamin, là - Réalisé par Renaud Victor (1975), 88 min (aussi présent sur YouTube
  - Fernand Deligny, à propos d’un film à faire - documentaire réalisé par Renaud Victor (1989), 67 min
  - Ricochet du moindre geste, réalisé par Fernand Deligny, Josée Manenti, Jean-Pierre Daniel, 120 min (divers making-of ou bonus autour du film Le moindre geste.)
  - Courts-métrages : Pipache et le convoi des rocheuses, 4 min et Les fossiles ont la vie dure, 6 min
- Monsieur Deligny, vagabond efficace, documentaire réalisé par Richard Copans (2020)

## Sur Fernand Deligny

### Sources primaires et archives
- Bernard Bastide, « Correspondance François Truffaut-Fernand Deligny », 1895, no 42,‎ 2004 (lire en ligne, consulté le 13 avril 2012)
- « Fifty et le gour » [[audio]], sur derives.tv, 2017 (consulté le 17 juillet 2021).

### Ouvrages
- Marlon Miguel (thèse de doctorat), À la marge et hors-champ : l'humain dans la pensée de Fernand Deligny, Université Paris 8, 2016 (présentation en ligne).
- Pierre-François Moreau et Michaël Pouteyo (dir.), Fernand Deligny et la philosophie : un étrange objet, Lyon, ENS Editions, coll. « La croisée des chemins », 2021, 213 p. (ISBN 979-10-362-0410-4).
- Rodolphe Olcèse, La Vie précaire. Textes et images de Fernand Deligny, Mimésis, 2023, 320 p.  (ISBN 9788869763939)
- Catherine Perret, Le tacite, l'humain : anthropologie politique de Fernand Deligny, Seuil, coll. « La librairie du XXIe siècle », 2021, 361 p. (ISBN 978-2-02-145238-9).
- Michaël Pouteyo, Fernand Deligny, enfant et institution. Pour une histoire de l'enfance en marge., Lyon, ENS Éditions, coll. « La croisée des chemins », 2024, 389 p. (ISBN 979-10-362-0694-8, lire en ligne)
- Françoise Tschopp, Le geste de Fernand Deligny : l'éducation aux prises avec les mots, Genève, coll. « Le geste social » (no 9), 2020, 156 p. (ISBN 978-2-88224-210-5, présentation en ligne).
- Françoise Ribordy-Tschopp, Fernand Deligny, éducateur sans qualité, Genève, IES éditions, 1989, 156 p. (ISBN 978-2-88224-015-6, présentation en ligne).

### Articles
- [Bastide et Durand 1999] « Deligny, Fernand », dans Bernard Bastide et Jacques-Olivier Durand, Dictionnaire du cinéma dans le Gard, Montpellier, Les Presses du Languedoc, 1999 (ISBN 2-85998-215-9), p. 90-91.
- Anne Querrien, « Fernand Deligny, imager le commun », Multitudes, vol. 24, no 1,‎ 2006, p. 167-174 (lire en ligne, consulté le 17 juillet 2021).
- Bernard Cosson, « Fernand Deligny, mon voisin », Les Cahiers du Haut-Vidourle, no 18,‎ avril 2005.
- (en) Marlon Miguel, « Towards a New Thinking on Humanism in Fernand Deligny’s Network », dans Devika Sharma et Frederik Tygstrup (éd.), Structures of Feeling. Affectivity and the Study of Culture, De Gruyter, 2015 (ISBN 9783110369519), p. 169-177.
- Nathalie Moshnyager, « Fernand Deligny », Essaim, vol. 33, no 2,‎ 2014, p. 157-166 (DOI 10.3917/ess.033.0157, lire en ligne)
- Annie Tardits, « Position(s) de Fernand Deligny », Essaim, vol. 20, no 1,‎ 2008, p. 213-220 (DOI 10.3917/ess.020.0213, lire en ligne)
- Alexandra de Séguin, « Lainé, Deligny et Nous », Essaim, vol. n°43, no 2,‎ 2019, p. 151-160 (DOI 10.3917/ess.043.0151, lire en ligne)
- Erik Porge, « Fernand Deligny, un style de vie avec les autistes : Y être entre les lignes », Enfances & Psy, vol. 48, no 3,‎ 2010 (DOI 10.3917/ep.048.0130, lire en ligne)
- Sandra Alvarez de Toledo, « Pédagogie poétique de Fernand Deligny », Communications, vol. 71, no 1,‎ 2001, p. 245–275 (DOI 10.3406/comm.2001.2087, lire en ligne, consulté le 22 août 2021)

### Émissions
- « Fernand Deligny. Permetre, traçar, veure » enregistrements audio d'une conférence sur Deligny : Sandra Alvarez de Toledo, Michel Chauvière, Jean-Michel Chaumont, Jean-Claude Polack, Jean-Philippe Antoine, Marianne Dautrey, Hervé Joubert-Laurencin, Jean-François Chevrier. MACBA, Barcelone, 2009[17].
- « Fernand Deligny : par-delà le langage, l’autre » émission sur Deligny, notamment dans son rapport au cinéma[18]